# 15072 Landolt
15072 Landolt (1999 BS12) là một tiểu hành tinh vành đai chính được phát hiện ngày 25 tháng 1 năm 1999 bởi P. M. Motl và W. R. Cooney, Jr. ở Baton Rouge.